# Liste der höchsten Brücken in der Schweiz
Die Liste der höchsten Brücken in der Schweiz listet die höchsten Brücken der Schweiz nach Bauart auf.

## Pfeiler-/ Bogenbrücken
| Foto            | Name               | Ort                | Koordinaten               | Höhe    | Höhe höchster Pfeiler | Gebrauch   | Eröffnungsjahr |
| --------------- | ------------------ | ------------------ | ------------------------- | ------- | --------------------- | ---------- | -------------- |
|                 | Taminabrücke       | Pfäfers            | 46,98987° N, 9,4892005° O | 200 m   | keine Pfeiler         | Strasse    | 2017           |
|                 | Pont de Gueuroz    | Gueuroz            | 46,12887° N, 7,0402005° O | 189 m   | keine Pfeiler         | Fussgänger | 1933           |
|                 | Pont Neuf Gueuroz  | Gueuroz            | 46,12883° N, 7,0400705° O | 189 m   | keine Pfeiler         | Strasse    | 1994           |
|                 | Dalaschluchtbrücke | Leuk               | 46,31920° N, 7,6240105° O | 130 m   | ?                     | Strasse    | 1991           |
|                 | Illasbrücke        | Stalden            | 46,22852° N, 7,8643805° O | 120 m   | keine Pfeiler         | Strasse    | 1959           |
|                 | Merjubrücke        | Stalden            | 46,22692° N, 7,8636605° O | 115 m   | keine Pfeiler         | Fussgänger | 1930           |
|                 | Pont sur la Mentue | Yvonand            | 46,77674° N, 6,7253405° O | 115 m   | ?                     | Autobahn   | 1999           |
|                 | Viaduc des Vaux    | Yvonand            | 46,78403° N, 6,7451905° O | 110 m   | ?                     | Autobahn   | 1999           |
|                 | Biaschina-Viadukt  | Chironico          | 46,42076° N, 8,8578205° O | 102 m   | ?                     | Autobahn   | 1983           |
|                 | Hohe Brücke        | Kerns/Flüeli-Ranft | 46,88361° N, 8,2727805° O | 100 m   | keine Pfeiler         | Strasse    | 1943           |
|                 | Sitterviadukt      | St. Gallen         | 47,40048° N, 9,3250105° O | 099 m   | 093 m                 | Eisenbahn  | 1910           |
|                 | Haggenbrücke       | St. Gallen         | 47,39976° N, 9,3395105° O | 098,6 m | 084 m                 | Fahrweg    | 1937           |
|                 | Landwasserviadukt  | Filisur            | 46,68084° N, 9,6762505° O | 065 m   | ?                     | Eisenbahn  | 1903           |
|                 | Salginatobelbrücke | Schiers            | 46,98174° N, 9,7182505° O | 090 m   | keine Pfeiler         | Strasse    | 1930           |
|                 | Wiesener Viadukt   | Wiesen             | 46,69440° N, 9,7127905° O | 088,9 m | keine Pfeiler         | Eisenbahn  | 1909           |
| Bild gesucht BW | Letziwaldbrücke    | Avers              | 46,47772° N, 9,4943705° O | 085 m   | keine Pfeiler         | Strasse    | 1960           |
|                 | Soliser Viadukt    | Solis              | 46,67927° N, 9,5302905° O | 085 m   | keine Pfeiler         | Eisenbahn  | 1903           |
| Bild gesucht BW | Pont Veveyse       | Vevey              | 46,47652° N, 6,8569305° O | 085 m   | ?                     | Autobahn   |                |
|                 | Grandfey-Viadukt   | Fribourg           | 46,82649° N, 7,1678105° O | 082 m   | ?                     | Eisenbahn  |                |
|                 | Findelenbachbrücke | Zermatt            | 46,01090° N, 7,7495105° O | 082 m   | ?                     | Eisenbahn  |                |

## Hänge-/ Schrägseilbrücken
| Foto            | Name                 | Ort             | Koordinaten               | Höhe  | Höhe höchster Pfeiler | Gebrauch              | Eröffnungsjahr |
| --------------- | -------------------- | --------------- | ------------------------- | ----- | --------------------- | --------------------- | -------------- |
|                 | Pont Niouc           | Niouc           | 46,26342° N, 7,5555605° O | 190 m | -                     | Wasserleitung Fussweg | 1922           |
|                 | Ganterbrücke         | Brig            | 46,29578° N, 8,0515505° O | 150 m | 150 m                 | Strasse               | 1980           |
|                 | Passerelle à Farinet | Saillon         | 46,18331° N, 7,1830005° O | 136 m | -                     | Fussweg               | 2001           |
|                 | Triftbrücke          | Gadmen          | 46,69418° N, 8,3575705° O | 100 m | -                     | Fussweg               | 2009           |
| Bild gesucht BW | Nepalbrücke          | Mürren          | 46,54883° N, 7,8939405° O | 100 m | -                     | Klettersteig          | 2008           |
|                 | La Pendenta          | Disentis/Mustér | 46,69320° N, 8,8477605° O | 100 m | -                     | Fussweg               | 2024           |